# Elena Taloş
Elena Andreea Taloş, nata Panțuroiu (Câmpulung, 24 febbraio 1995), è una triplista rumena.
In carriera è stata campionessa agli europei under 23 di Bydgoszcz 2017, nonché vincitrice della medaglia d'argento agli europei juniores di Rieti 2013 e agli europei under 23 di Tallinn 2015.

## Biografia
Agli europei juniores di Rieti 2013, dopo aver preso il controllo della gara con la misura di 13,36 metri, è superata all'ultimo dalla vicentina Ottavia Cestonaro e si deve accontentare della medaglia d'argento.
Il 10 luglio 2015 conquista la medaglia d'argento agli europei under 23 di Tallinn, piazzandosi tra la vincitrice Dovilė Dzindzaletaitė (14,23 m) e la terza classificata Tetyana Ptashkina (14,05 m) con un salto da primato personale di 14,13 metri.
Nel corso di un meeting a Bucarest nel giugno 2016 migliora il proprio record personale a 14,33 metri.
Successivamente la rumena prende parte alla sua prima Olimpiade, i giochi di Rio de Janeiro 2016, dove non va oltre le qualificazioni atterrando a 14,00 metri.
Dopo alcuni anni in anonimato, si presenta in gran forma agli europei under 23 di Bydgoszcz 2017 laureandosi campionessa con un salto di 14,27 m, davanti alla spagnola Ana Peleteiro (14,19 m) e alla francese Rouguy Diallo (13,99 m).

## Progressione

### Salto triplo
| Stagione | Misura  | Luogo       | Data      | Rank. Mond. |
| -------- | ------- | ----------- | --------- | ----------- |
| 2017     | 14,29 m | Cluj-Napoca | 3-6-2017  |             |
| 2016     | 14,33 m | Pitești     | 25-6-2016 |             |
| 2015     | 14,13 m | Tallinn     | 10-7-2015 |             |
| 2014     | 13,81 m | Cluj-Napoca | 6-6-2014  |             |
| 2013     | 13,36 m | Rieti       | 19-7-2013 |             |
| 2012     | 12,93 m | Bucarest    | 29-7-2012 |             |
| 2011     | 12,70 m | Bucarest    | 17-7-2011 |             |

### Salto triplo indoor
| Stagione | Misura  | Luogo    | Data      | Rank. Mond. |
| -------- | ------- | -------- | --------- | ----------- |
| 2017     | 14,33 m | Bucarest | 4-2-2017  |             |
| 2016     | 14,15 m | Bucarest | 5-3-2016  |             |
| 2015     | 13,86 m | Bucarest | 31-1-2015 |             |
| 2014     | 13,93 m | Bucarest | 15-2-2014 |             |

## Palmarès
| Anno | Manifestazione    | Sede           | Evento         | Risultato      | Prestazione | Note                                     |
| ---- | ----------------- | -------------- | -------------- | -------------- | ----------- | ---------------------------------------- |
| 2011 | Mondiali allievi  | Lilla          | Salto triplo   | 24ª (q)        | 12,19 m     |                                          |
| 2013 | Europei juniores  | Rieti          | Salto triplo   | Argento        | 13,36 m     | Miglior prestazione personale stagionale |
| 2014 | Mondiali juniores | Eugene         | Salto triplo   | 5ª             | 13,73 m     |                                          |
| 2015 | Europei indoor    | Praga          | Salto triplo   | 17ª (q)        | 13,59 m     |                                          |
| 2015 | Europei under 23  | Tallinn        | Salto in lungo | 19ª (q)        | 6,04 m      |                                          |
| 2015 | Europei under 23  | Tallinn        | Salto triplo   | Argento        | 14,13 m     | Miglior prestazione personale            |
| 2015 | Mondiali          | Pechino        | Salto triplo   | 18ª (q)        | 13,58 m     |                                          |
| 2016 | Mondiali indoor   | Portland       | Salto triplo   | 5ª             | 14,11 m     |                                          |
| 2016 | Europei           | Amsterdam      | Salto triplo   | 16ª (q)        | 13,63 m     |                                          |
| 2016 | Giochi olimpici   | Rio de Janeiro | Salto triplo   | 16ª (q)        | 14,00 m     |                                          |
| 2017 | Europei indoor    | Belgrado       | Salto triplo   | 11ª (q)        | 13,84 m     |                                          |
| 2017 | Europei under 23  | Bydgoszcz      | Salto triplo   | Oro            | 14,27 m     |                                          |
| 2017 | Europei under 23  | Bydgoszcz      | Salto in lungo | 25ª (q)        | 5,98 m      |                                          |
| 2017 | Mondiali          | Londra         | Salto triplo   | 14ª (q)        | 14,02 m     |                                          |
| 2018 | Mondiali indoor   | Birmingham     | Salto triplo   | 4ª             | 14,33 m     |                                          |
| 2018 | Europei           | Berlino        | Salto triplo   | 4ª             | 14,38 m     |                                          |
| 2019 | Mondiali          | Doha           | Salto triplo   | 11ª            | 14,07 m     |                                          |
| 2022 | Europei           | Monaco         | Salto triplo   | 8ª             | 14,01 m     | Miglior prestazione personale stagionale |
| 2023 | Europei indoor    | Istanbul       | Salto triplo   | 13ª (q)        | 13,39 m     |                                          |
| 2023 | Mondiali          | Budapest       | Salto triplo   | 15ª (q)        | 14,06 m     | Miglior prestazione personale stagionale |
| 2024 | Giochi olimpici   | Parigi         | Salto triplo   | 10ª            | 14,03 m     |                                          |
| 2025 | Europei indoor    | Apeldoorn      | Salto triplo   | Qualificazione | dnf         |                                          |